# 岩井 (安中市)
岩井（いわい）は、群馬県安中市の地名。郵便番号は379-0112。面積は2.22km2(2010年現在)。

## 地理
碓氷川の右岸に位置している。

### 河川
- 碓氷川
- 岩井川

## 歴史
平安時代頃は「石井郷」という名前で、碓氷郡八郷の1つだった。江戸時代になると安中藩領だった。

### 年表
- 1889年4月1日 町村制施行により、岩井村は野殿村、大谷村と合併して岩野谷村が成立する。
- 1955年3月1日 岩野谷村は、（旧）安中町、原市町、磯部町、東横野村、板鼻町、秋間村、後閑村と合併して安中町となる。そのため、安中町岩井となる。
- 1958年11月1日 市制施行により、安中町は安中市となる。そのため安中市岩井となる。

## 世帯数と人口
2017年（平成29年）7月31日現在の世帯数と人口は以下の通りである。
| 大字 | 世帯数  | 人口    |
| ---- | ------- | ------- |
| 岩井 | 595世帯 | 1,490人 |

## 教育
市立小・中学校に通う場合、学区は以下の通りとなる。
| 番地 | 小学校             | 中学校             |
| ---- | ------------------ | ------------------ |
| 全域 | 安中市立碓東小学校 | 安中市立第一中学校 |

## 交通

### 鉄道
同町に鉄道駅はない。

### 道路
国道は国道18号安中バイパスが通っている。県道は群馬県道10号前橋安中富岡線が通っている。

## 施設
- 安中市立碓東小学校

## 避難所
指定緊急避難場所
- 東岩井公会堂 (避難スペースが狭小である。)[6]
- 中岩井公会堂

指定避難所
- 碓東小学校体育館[7]

対象地区: 安中1区、岩野谷1区・2区
- 岩野谷公民館

対象地区: 岩野谷3～7区